# Дэвидсон, Джеймс Альфред
Джеймс Альфред Дэвидсон (англ. James Alfred Davidson, 22 марта 1921 — 6 мая 2004, Чичестер, Западный Суссекс, Великобритания) — британский государственный и колониальный деятель, губернатор Британских Виргинских островов (1978—1981).

## Биография
Окончил Королевское военно-морское училище в Дартмуте.
Участник Второй мировой войны, служил на крейсере HMS Hawkins (D86), в 1942 г. был переведен в эсминец HMS Inconstant (H49) («Непостоянный»), принимал участие в первом успешном британском десанте в Диего-Суаресе на Мадагаскаре.
В 1943 г. был назначен первым лейтенантом фрегата HMS Calder (K349), который осуществлял противолодочные сопровождения в Средиземном море. В феврале 1944 г. принял временное командование кораблем в возрасте всего 21 года. Затем служил на эсминце HMS Rocket, в составе эскадры которого принимал участие в Бою у Пенанга. После окончания войны прошел обучение по специальности «пилот» и служил в должности старшего помощника командира и первого лейтенанта на эсминце Королевских ВМС HMS Childers (R91), принимавшем участие в крайне неоднозначной полицейской операции, направленной против нелегальной еврейской иммиграции в Палестину.
В 1951 г. он был направлен в качестве военно-морского офицера связи к китайскому гоминьданскому правительству. Глава Гоминьдана Чан Кайши неоднократно приглашал британского офицера в свой дом для партии в маджонг. По возвращении в Англию он был повышен и стал командиром тральщика HMS Welfare. Но мирная служба на флоте его уже не так привлекала и Дэвидсон стал искать альтернативный способ продолжить карьеру.
В 1960 г. он поступил на службу в Министерство по делам Британского Содружества наций, получив первое назначение в качестве первого секретаря в получившем независимость Тринидаде. В 1969 г. он был направлен в Пномпень, где наладил хорошие личные отношения с главой государства принцем Сиануком.
В 1970 г. стал свидетелем смещения Сианука в результате военного переворота поддержанного США во главе с генералом Лон Нолом. Считался экспертом по ситуации в Юго-Восточной Азии, выпустив книгу «Индокитай: указатели в буре» (1979).
В 1972 г. был направлен в Восточный Пакистан, тесно взаимодействовал с шейхом Муджибурой Рахманом, первым президентом независимой Республики Бангладеш. На этом посту вступил в конфликт с влиятельным медиамагнатом Роберт Максвеллом, стремившемся получить средства на публикации в своих изданиях, вместо восстановления инженерно-технической инфраструктуры страны.
В 1975—1979 гг. занимал пост посла Великобритании в Брунее. Жил в старом доме Сомерсета Моэма и стал доверенным советником королевской семьи Брунея в процессе подготовки нового договора о дружбе, который в конечном счете привел к провозглашению независимости страны.
В 1978—1981 гг. — губернатор Британских Виргинских островов. На этом посту получил доверие населения, которое до этого было настроено крайне враждебно к идее британского губернаторства после предшествующих конституционных переговоров; также успешно противостоял попыткам представителей организованной преступности получить доступ к финансовым учреждениям колонии.
В 1981 г. вышел в отставку. Работал в качестве приглашенного научного сотрудника в Лондонской школе экономики. Его знания боевого траления оказалось неожиданно полезными в ходе расследования столкновения английских паромов «European Gateway» и «Speedlink Vanguard» в декабре 1982 г.
В 1982 г. он принял назначение на пост председателя суда по вопросам психического здоровья и заместителя председателя апелляционного суда по вопросам пенсий (Pensions appeal tribunal), проработав на этих должностях последующие 13 лет. В середине 1990-х годов исполнял обязанности председателя апелляционного суда по вопросам пенсий, однако отклонил предложение возглавить этот орган на постоянной основе.

## Награды и звания
Офицер Ордена Британской империи (1972).